# Relaciones Costa Rica-Tailandia
Las relaciones Costa Rica-Tailandia se refieren a las relaciones internacionales que existen entre Costa Rica y Tailandia.

## Historia
El 25 de abril de 2000 Abinat Na Ranong, nuevo Embajador Real concurrente de Tailandia ante el Gobierno de Costa Rica, presentó cartas credenciales al Presidente de la República, Miguel Ángel Rodríguez.

## Relaciones diplomáticas
- Tailandia tiene una embajada en Santiago de Chile, concurrente para Costa Rica, y una oficina consular en San José.[2][3]